# Glamping
Le glamping, contraction de glamour camping, est un type d'hébergement touristique alternatif proche du camping, mais qui propose des séjours en roulotte, yourte, maison arboricole, etc., joints à un certain confort en matière de literie, de sanitaires et de restauration. Il se pratique principalement dans des pays anglophones (Royaume-Uni, États-Unis, Nouvelle-Zélande). 

## Étymologie
Le terme est un mot-valise fabriqué par l'industrie touristique par contraction de glamour ou glamorous et de camping,. Apparu au Royaume-Uni en 2005, le néologisme a fait son entrée dans l’Oxford English Dictionary en 2016,. 
Selon une autre source, il aurait été inventé par une fermière américaine, MaryJane, et serait apparu en mars 2007 dans un article de USA Today.

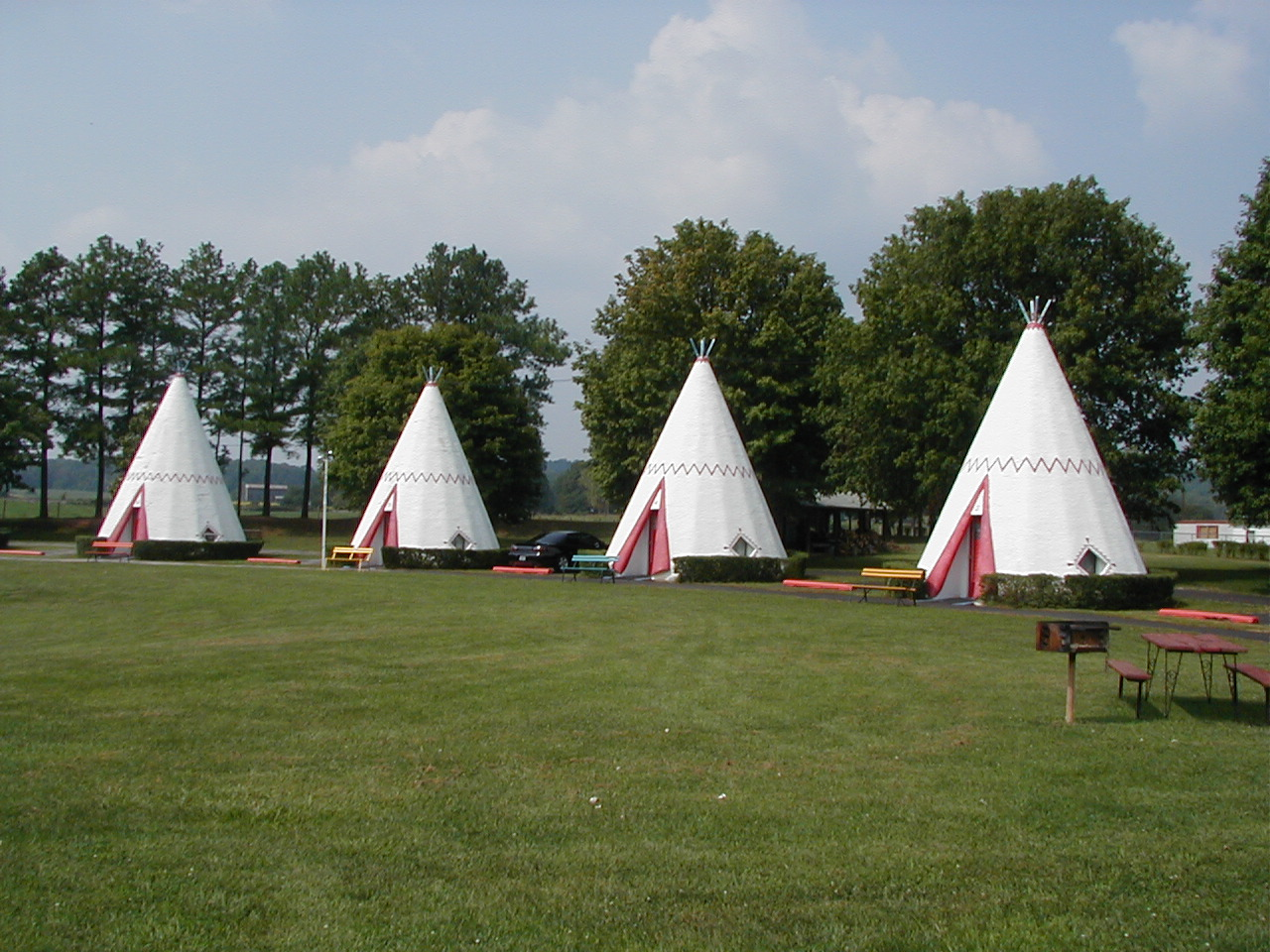
Motel Wigwam Village à Cave City, dans le Kentucky, aux États-Unis.

## Définition

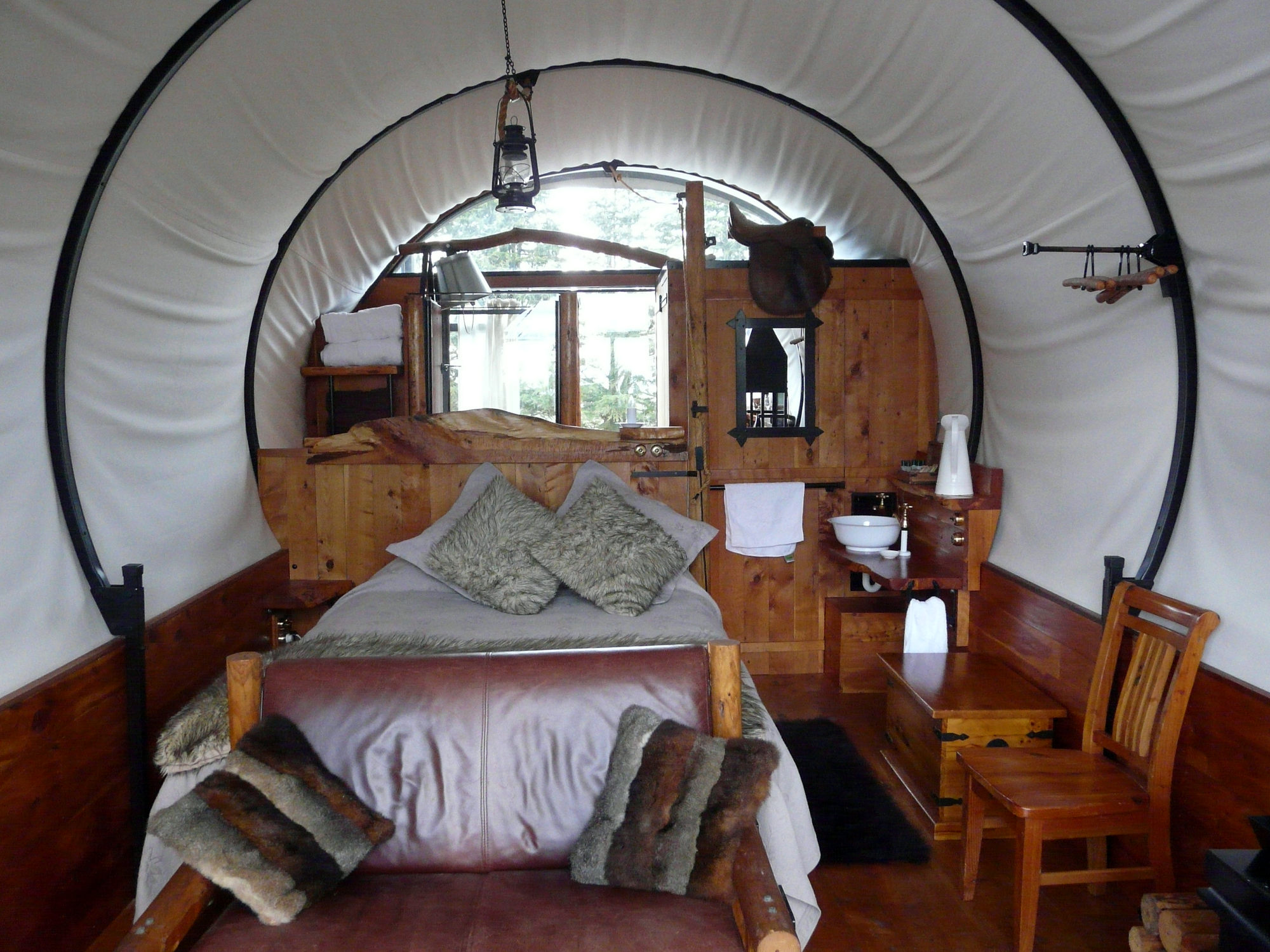
Intérieur du Wagonstay à Kirwee, en Nouvelle-Zélande.

Le glamping est un type de camping qui propose des hébergements insolites (cabane, caravane Airstream, chariot bâché, maison arboricole, roulotte, tipi, verdine, yourte, Da'hutte), les clients cherchant à éviter l'entassement et la foule pour privilégier le calme, le retour à la nature, le dépaysement. 
Un grand nombre d’entreprises proposant du glamping s’inscrivent dans une démarche d'écotourisme (notion d'« écocamping ») pour la protection de l'environnement, de durabilité et d’éco-responsabilité et mettent en avant les écolabels qui leur ont été attribués. Dans cette optique, les vacanciers utilisent des sanitaires collectifs.

## Types d'hébergement
- Cabane
- Cabane dans les arbres
- Caravane Airstream
- Chariot de western
- Da'hutte
- Maison arboricole
- Megapod
- Roulotte
- tente nomade saharienne
- Tipi
- Verdine
- Yourte

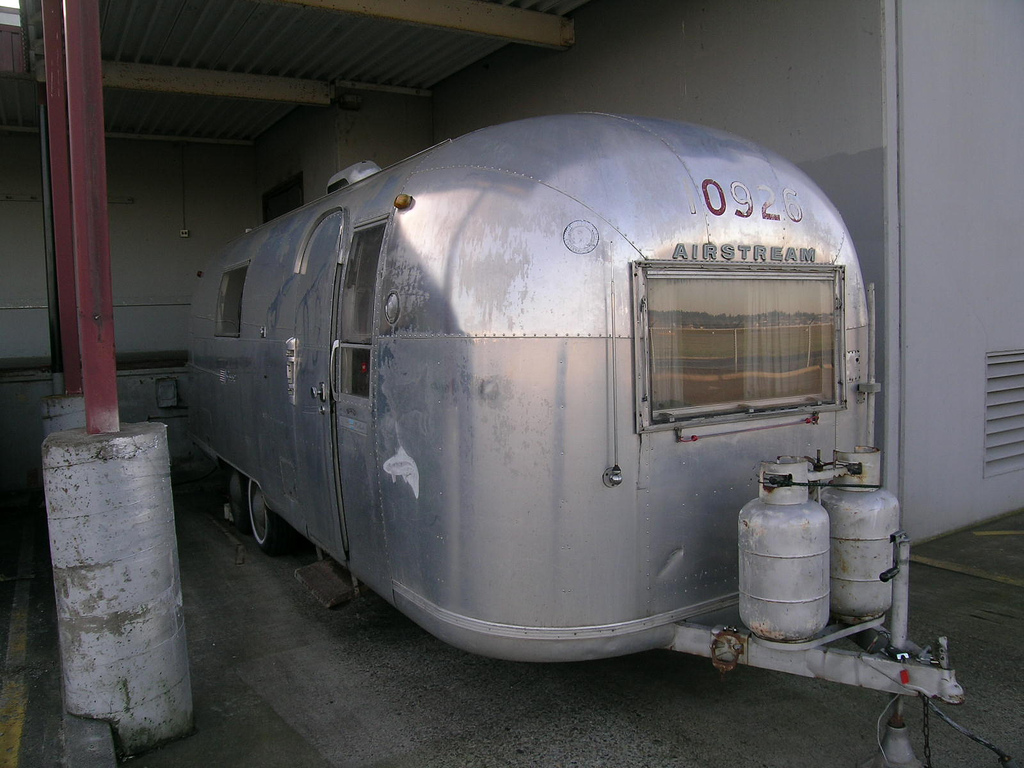
Caravane Airstream (1966) Overlander International
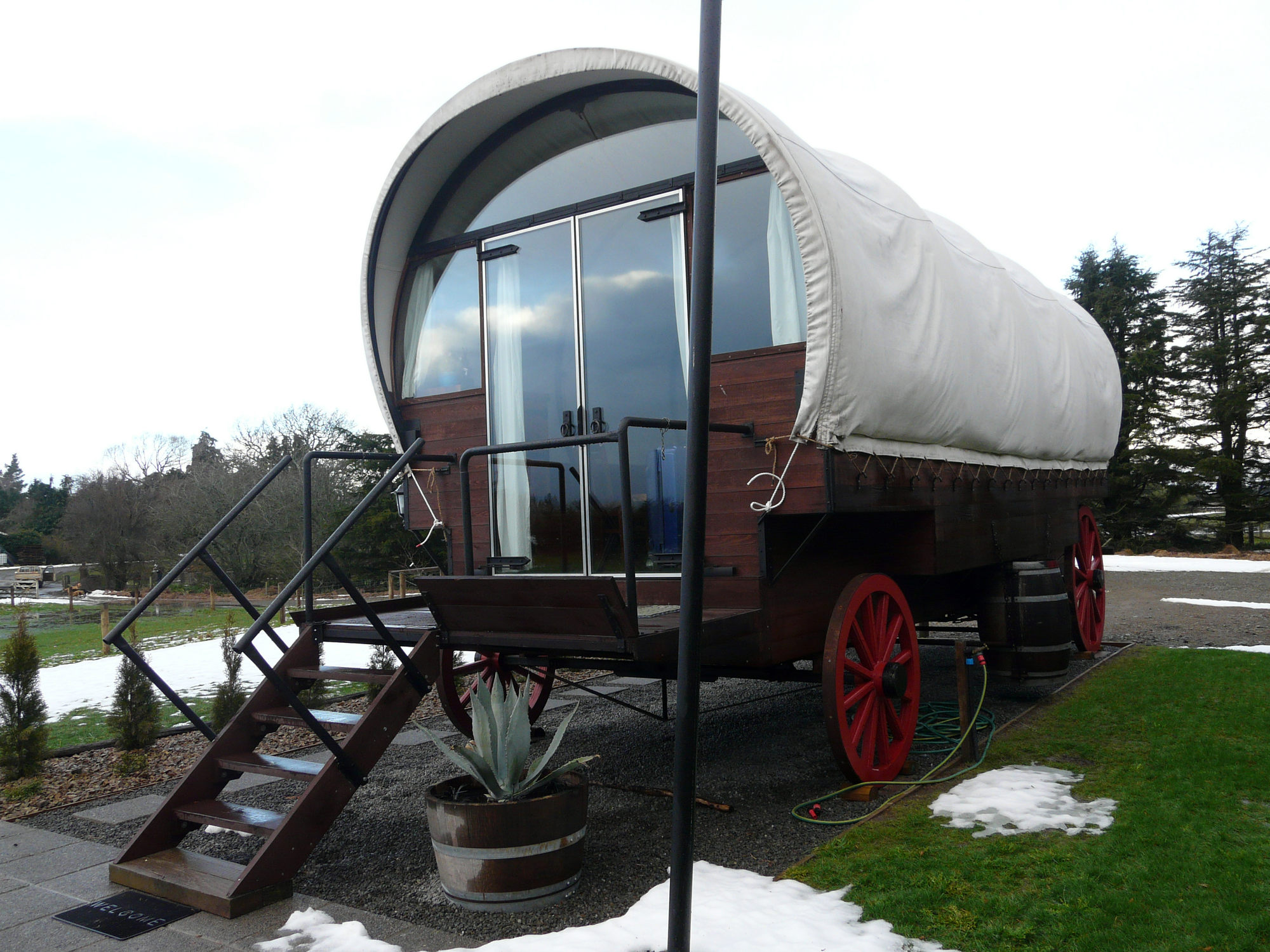
Chariot bâché en Nouvelle-Zélande.
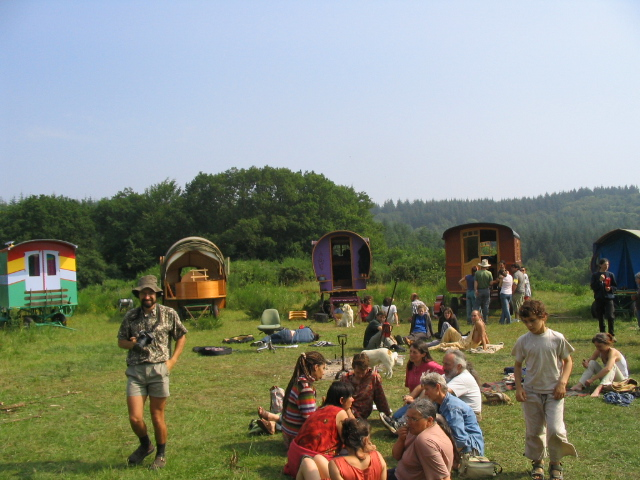
Roulottes en centre Bretagne.
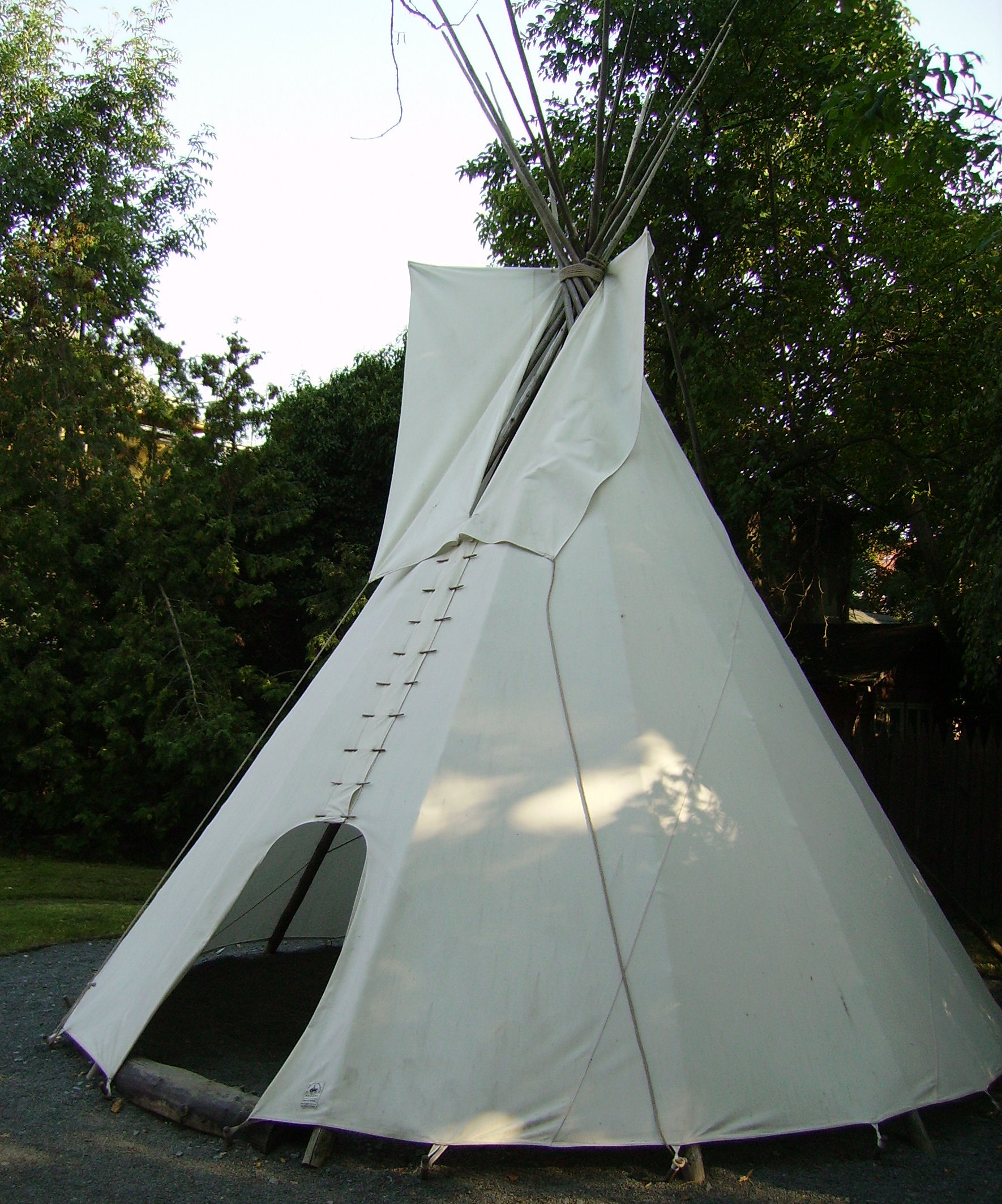
Tente Tipi.
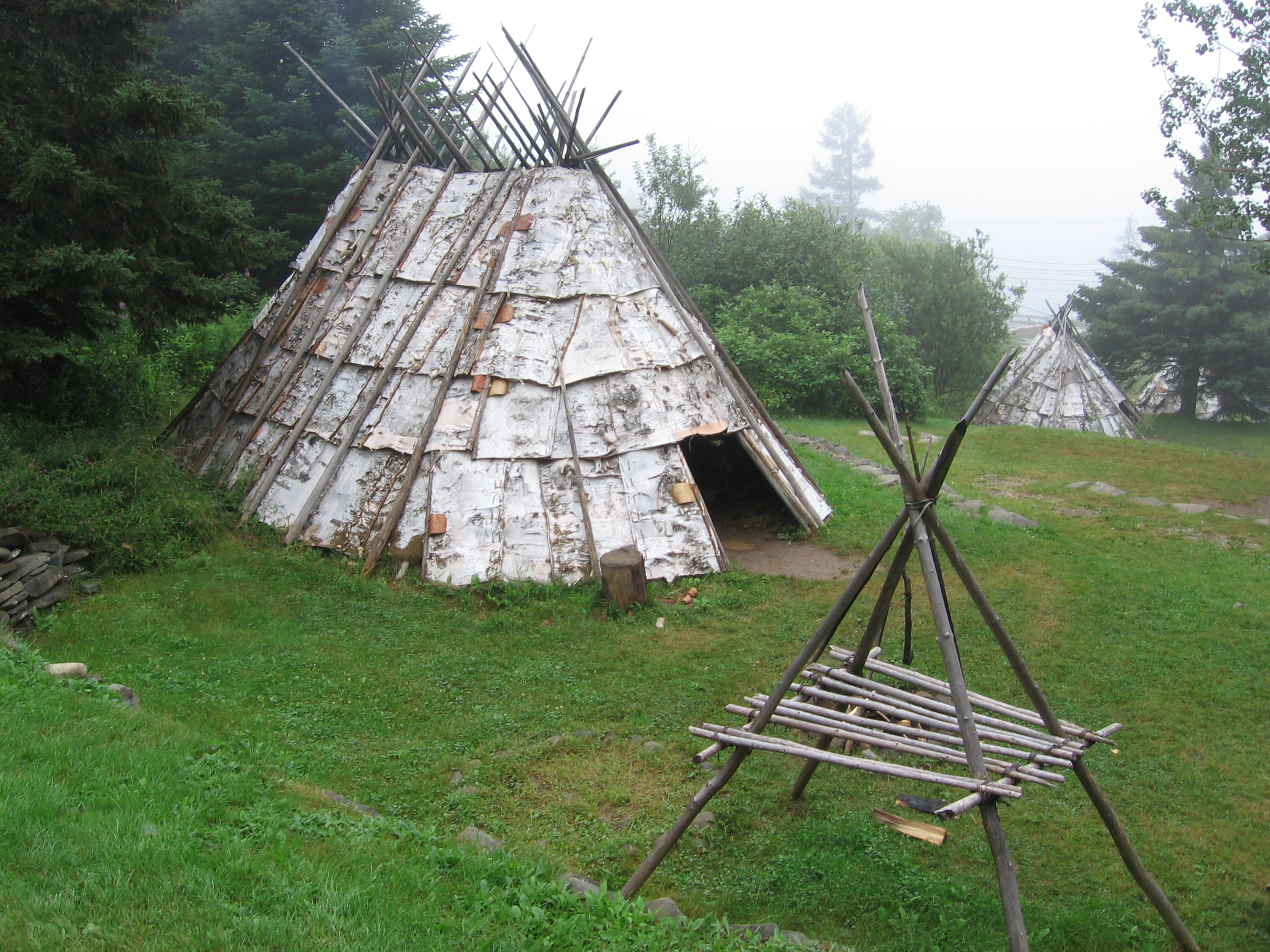
Tente Wigwam.
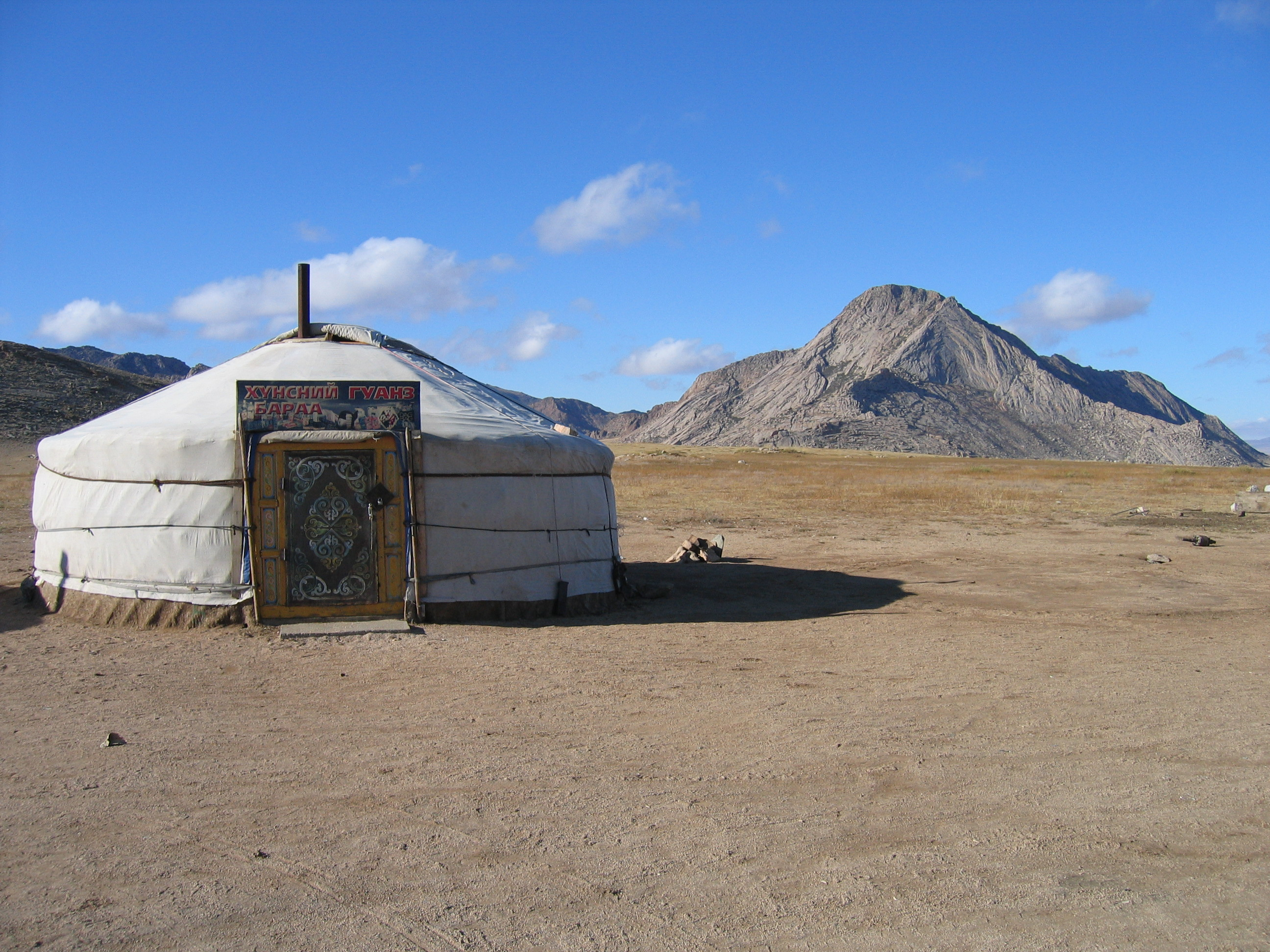
Yourte.